# Boricyrtinus
Boricyrtinus is een kevergeslacht uit de familie van de boktorren (Cerambycidae). De wetenschappelijke naam van het geslacht werd voor het eerst geldig gepubliceerd in 2003 door Micheli.

## Soorten
Boricyrtinus is monotypisch en omvat slechts de volgende soort:
- Boricyrtinus nilseni Micheli, 2003